# NGC 7171
NGC 7171 is een balkspiraalstelsel in het sterrenbeeld Waterman. Het hemelobject werd op 12 augustus 1787 ontdekt door de Duits-Britse astronoom William Herschel.

## Synoniemen
- MCG -2-56-5
- IRAS 21583-1330
- PGC 67839